# Fagus grandifolia subsp. mexicana
Fagus grandifolia subsp. mexicana és una subespècie de l'espècie Fagus grandifolia, és endèmica del nord-est de Mèxic, des del sud-oest de Tamaulipas, sud d'Hidalgo i Nuevo León, San Luis Potosí, Veracruz i Puebla; restringida a altes altituds, de boscos nuvolosos, en muntanyes.

## Descripció
És un arbre caducifoli, que aconsegueix 25-40 m d'alçada i 2 m de diàmetre de tronc. Presenta fulles alternes, simples, amb marges lleugerament dentats, usualment més petites en el faig americà, 5-8 cm de llarg i 3-5 cm d'ample. Les gemmes són llargues i primes, de 15-25 mm de llarg i 2-3 mm d'espessor. Les flors són petits aments que apareixen a principis de febrer, poc després de les primeres fulles. Les llavors són petites, nous triangulars de 15-20 mm de llarg i 7-10 mm d'ample a la base; hi ha dues núcules (fages) en cada fruit, madurant a la tardor (juliol-agost), 6-7 mesos després de la pol·linització. Aquesta espècie presenta anys de llavors de 2 a 8 anys
Habita en rambles amb pendents molt pronunciades, és de les espècies arbòries dels boscos mesòfils de muntanya de la Sierra Madre Oriental (Nuevo León, Tamaulipas, Hidalgo, Puebla y Veracruz). Encara que possiblement habiti a San Luis Potosí i Oaxaca 
La població de boscos de faig millor representada es troba a l'estat d'Hidalgo
L'estat d'Hidalgo té el tercer lloc a nivell nacional quant a superfície amb BMM, només superat per Chiapas i Oaxaca (Rzedowski 1996), compta amb els boscos de faig (Fagus grandifolia var. mexicana) de major extensió (42 ha) i menys pertorbats de Mèxic (Miranda i Sharp 1950; Rowden et al. 2004; Rodríguez-Ramírez et al. 2016). Els boscos de faig són considerats una variant del BMM, són relictes de l'Oligocè-Miocè (23 milions d'anys), amb una distribució altament restringida i, per les condicions especials on es desenvolupen, són altament vulnerables als disturbis climàtics i antròpics (Ehnis 1981; Fang i Lechowicz 2006; Vargas-Rodríguez et al. 2010; Rodríguez-Ramírez et al. 2016).

## Taxonomia
La primera descripció d'aquest tàxon, com a espècie amb el nom de Fagus mexicana, va ser feta per Maximino Martínez l'any 1940 a la revista Anales del Instituto de Biológia de la Universidad Nacional de México. L'any 1983 els estudis d'Albert Edward Murray la van situar com una subespècie de Fagus grandifolia sota el nom de Fagus grandifolia subsp. mexicana, publicat a la revista Kalmia; Botanic Journal. Levittown.

### Etimologia
Fagus: nom genèric llatí que es remunta a una antiga arrel indoeuropea que troba parentiu en el grec antic φηγός phēgós "tipus de roure"
mexicana: epítet geogràfic que al·ludeix a la seva localització a Mèxic.

### Sinònims
Els següents noms científics són sinònims homotípics de Fagus grandifolia subsp. mexicana:
- Fagus grandifolia var. mexicana (Martínez) Little
- Fagus mexicana Martínez